# Dr. Oetker
Pour les articles homonymes, voir Oetker.
Le Groupe Oetker est une multinationale d'origine allemande qui travaille dans six domaines d'activité.
Après la Seconde Guerre mondiale, le groupe a été divisé en deux, entre deux groupes d'héritiers. Il existe donc une société, la Dr August Oetker, qui est le thème de cet article et une autre, la société Dr. Arend Oetker Holding GmbH & Co.

## Histoire
La société a été fondée en 1891 par le Dr August Oetker. Sa production était essentiellement une levure qui devait être mélangée à de la farine et de l'eau pour obtenir des gâteaux.
Le docteur avait un fils Rudolf, qui est décédé en 1916 lors de la première Guerre mondiale. Celui-ci avait eu un garçon, Rudolf-August, et une fille, qui ont été élevés par leur beau-père, Richard Kaselowsky (en), le second mari de leur mère.
Dans les années 1930-1940, Rudolf-August Oetker était un membre actif des Waffen SS. De 1933 à 1945 trônait dans le hall de la société une grande affiche d'Hitler. Durant la guerre, la société approvisionnait la Wehrmacht en vivres et en munitions. La compagnie aurait également fait appel à du travail forcé. Sous l'uniforme SS, Rudolf-August Oetker était officier au camp de concentration de Dachau.
Ce n'est qu'après la guerre que Rudolf-August a considérablement développé la société à l'international, société dont les effectifs atteignaient 60 ans plus tard 26 000 employés.
Détenue préalablement par le groupe anglo-néerlandais Unilever depuis 2000, le Groupe Oetker rachète en février 2018 la société Alsa.

## Activités
Le groupe est organisé autour des domaines suivants :
- l'alimentation (pizzas, pudding, arôme, amidon, Convenience food, etc.) ;
- les bières et les boissons sans alcool (Radeberger, Jever, Dortmunder Actien-Brauerei, Clausthaler, Henninger, Mainzer Aktienbier, Grafenwalder, Damm etc.) ;
- les vins et spiritueux (Schloss Johannisberg, Henkell Trocken, Wodka Gorbatschow) ;
- les transports maritimes (Hamburg Süd) ;
- les banques (Bankhaus Lampe)
- l'hôtellerie (Oetker Hôtel Management) ;
- la parfumerie (26 % de Douglas Holding).

En 2007, la filiale française Ancel devient Dr. Oetker France.

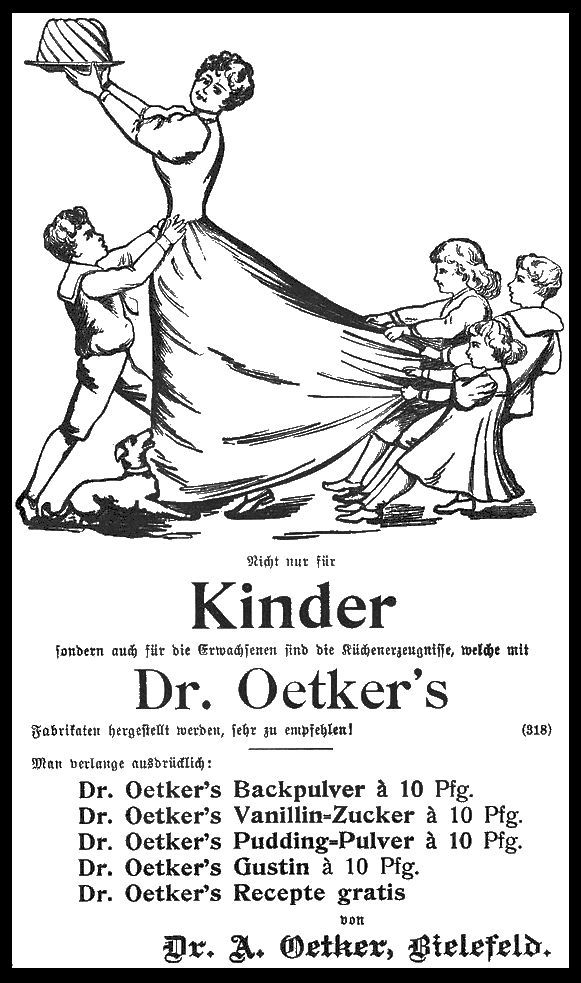
Réclame de 1903.
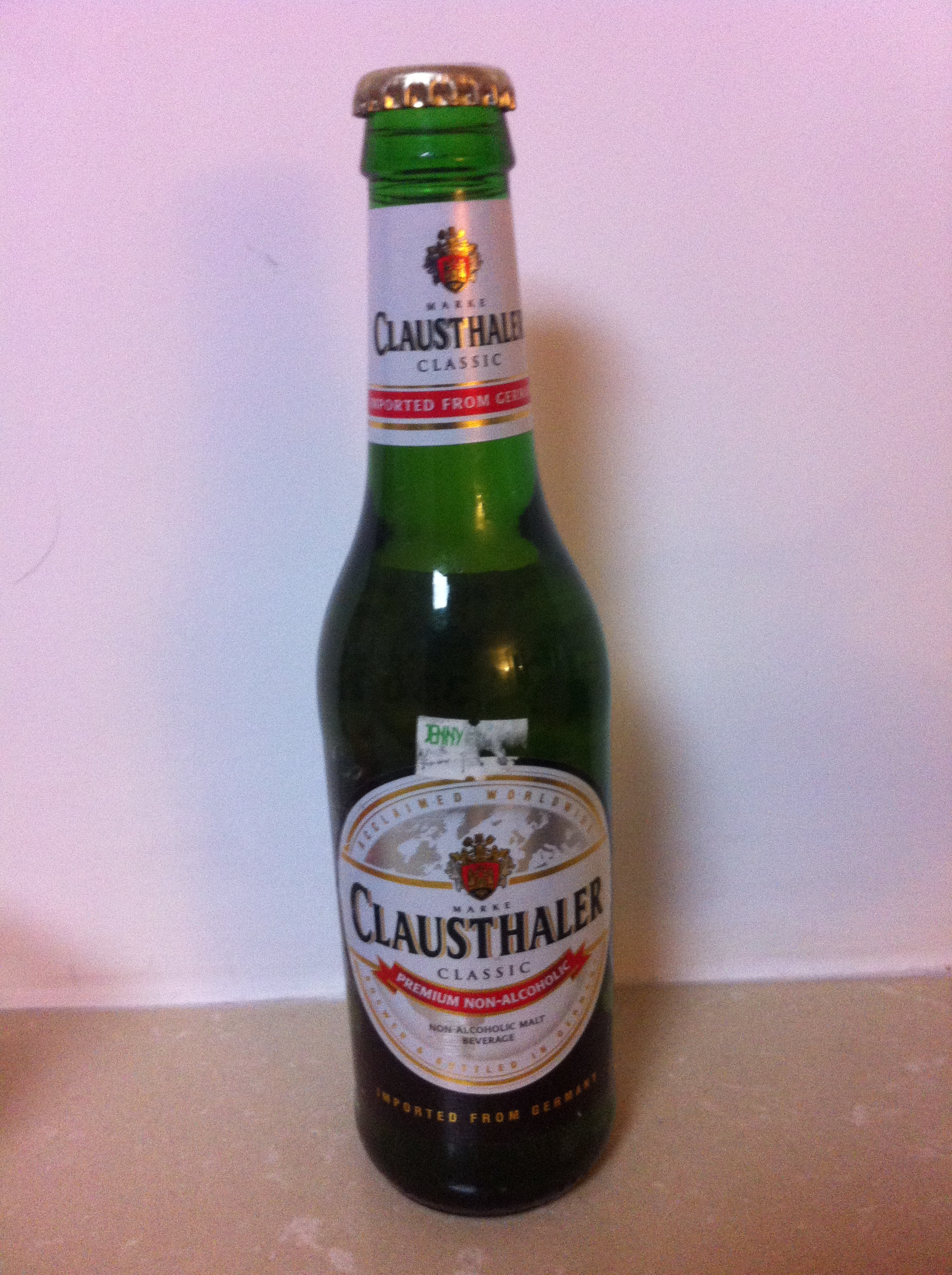
Bière Clausthaler.